# Il mio gatto
Il mio gatto è un singolo della band I Medusa. È il secondo singolo pubblicato dal gruppo contenuto nell'album Punkmotocross??.

## Tracce[2]
1. Il mio gatto
2. Buon compleanno
3. Chicago
4. Non puoi
5. Oggi (demo)

## Formazione
- Diego Perrone - voce e  chitarra
- Mo'ff  - basso
- Maggio -  basso e chitarra
- Ea - batteria

## Ospiti
- Caparezza - voce in Il mio gatto